# برندان بيهان
برندان بيهان (بالإنجليزية: Brendan Behan)‏ هو كاتب وكاتب أغاني وصحفي وشاعر أيرلندي، ولد في 9 فبراير 1923 في دبلن في جمهورية أيرلندا، وتوفي بنفس المكان في 20 مارس 1964 بسبب السكري.

## وصلات خارجية
- براندان بيهان على موقع IMDb (الإنجليزية)
- براندان بيهان على موقع الموسوعة البريطانية (الإنجليزية)
- براندان بيهان على موقع مونزينجر (الألمانية)
- براندان بيهان على موقع ميوزك برينز (الإنجليزية)
- براندان بيهان على موقع قاعدة بيانات برودواي على الإنترنت (الإنجليزية)
- براندان بيهان على موقع إن إن دي بي (الإنجليزية)
- براندان بيهان على موقع أول ميوزيك (الإنجليزية)
- براندان بيهان على موقع ديسكوغز (الإنجليزية)
- براندان بيهان على موقع قاعدة بيانات الفيلم (الإنجليزية)